# 과야스주

과야스 주의 위치

과야스주(스페인어: Provincia de Guayas)는 에콰도르 중부 연안에 위치한 주로 주도는 과야킬이며 면적은 15,430.40km2, 인구는 3,645,483명(2010년 기준), 인구 밀도는 240명/km2이다. 1820년에 신설되었으며 25개 지방 자치체를 관할한다. 서쪽으로는 산타엘레나 주, 북쪽으로는 마나비 주, 동쪽으로는 로스리오스 주와 볼리바르 주, 침보라소 주, 카냐르 주, 아수아이 주, 남쪽으로는 엘오로 주, 남서쪽으로는 태평양(과야킬만)과 접한다.

주기

## 같이 보기
- 에콰도르의 주